# Richard Barbieri
Richard Barbieri est un claviériste britannique né le 30 novembre 1957 à Londres.
Il a fait ses débuts dans la seconde moitié des années 1970 au sein du groupe de new wave Japan. Après la séparation du groupe, en 1982, il a continué à travailler avec ses anciens membres David Sylvian, Mick Karn et Steve Jansen, notamment sur l'album Rain Tree Crow (1991).
En 1993, Richard Barbieri a rejoint le groupe de rock progressif Porcupine Tree. Il a également travaillé avec Steve Hogarth.

## Discographie solo et collaborations
- 1986 : Worlds in a Small Room (avec Steve Jansen)
- 1987 : Catch the Fall (avec Steve Jansen, sous le nom « The Dolphin Brothers »)
- 1991 : Stories Across Borders (avec Steve Jansen)
- 1993 : Beginning to Melt (avec Steve Jansen et Mick Karn)
- 1994 : Flame (avec Tim Bowness)
- 1995 : Stone to Flesh (avec Steve Jansen)
- 1996 : Other Worlds in a Small Room (avec Steve Jansen)
- 1996 : Indigo Falls (avec sa femme Suzanne Barbieri, sous le nom « Indigo Falls »)
- 1998 : Changing Hands (avec Steve Jansen et Nobukazu Takemura)
- 1999 : ISM (avec Steve Jansen et Mick Karn)
- 2001 : Playing in a Room with People (avec Steve Jansen et Mick Karn)
- 2004 : Cosmic Prophets (avec Jan Linton)
- 2005 : Things Buried
- 2008 : Stranger Inside
- 2012 : Not the Weapon But the Hand (avec Steve Hogarth)
- 2013 : Arclight (avec Steve Hogarth)
- 2017 : Planets + Persona
- 2021 : Under a Spell